# Eliomys quercinus
El lirón careto o común (Eliomys quercinus) es una especie de roedor esciuromorfo de la familia Gliridae. Es un pequeño roedor que presenta las características morfológicas del resto de lirones. Es una de las especies menores más características del panorama faunístico español por estar presente en todo el territorio con gran densidad de población, si bien el número de ejemplares está disminuyendo en los últimos tiempos.

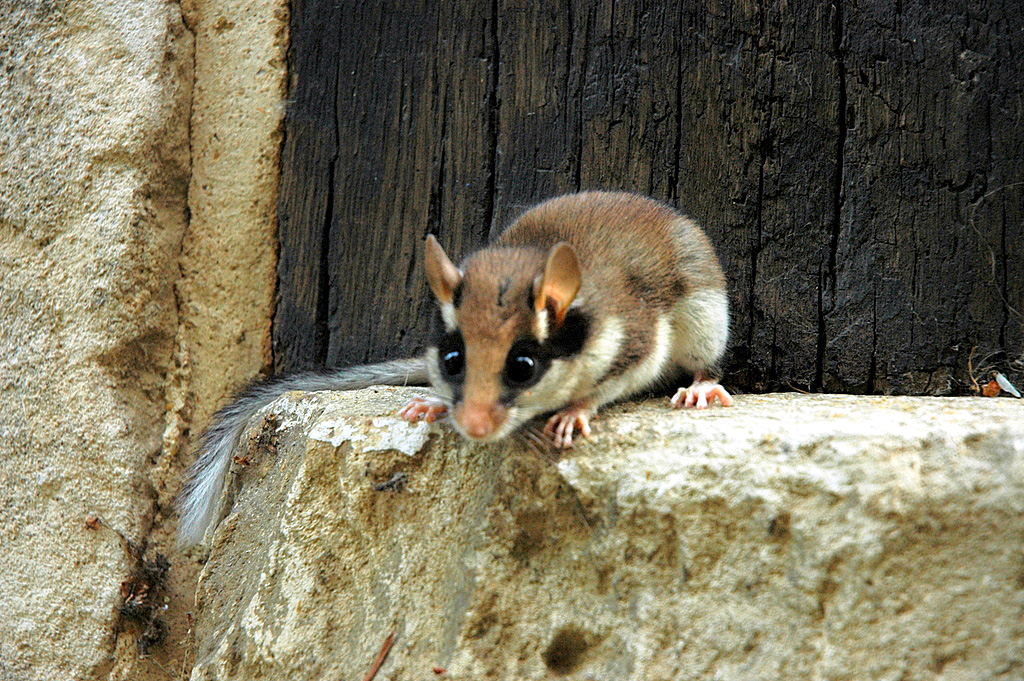

## Características
Es un roedor de tamaño mediano cuya longitud excluyendo la cola oscila entre 10 y 17 cm. De complexión rechoncha y con un pelaje contrastado que presenta una coloración pardo-rojiza en el lomo y blanca en la parte inferior. En la cabeza destacan dos orejas prominentes y dos características manchas negras que se extienden desde sus grandes ojos hacia atrás, a semejanza de un antifaz, y que son la causa de su nombre. Manos con cinco largos dedos, que le permiten trepar fácilmente a los árboles.
Posee además una larga cola, cuya longitud oscila entre 9 y 13,5 cm, acabada en un penacho de pelos más largos, el cual puede desprenderse si es agarrado por un depredador y regenerarse luego (aunque no hay posibilidad de renovación del hueso, como en las lagartijas). 
No presenta dimorfismo sexual, a excepción de las mamas (cuatro pares) que son visibles en las hembras durante la etapa de lactancia.
Las distintas subespecies presentan distintos pesos, que oscilan de 50 gramos en la menor de ellas, a 150 g en la mayor.
El lirón suele vivir unos tres años, aunque excepcionalmente puede alcanzar los siete.

## Reproducción
Al terminar el período de hibernación se produce el primer periodo de celo en el que tiene lugar el cortejo y la cópula, justo antes del verano. La gestación dura aproximadamente de veintiún a veintitrés días, siendo la primera camada usualmente de cuatro o cinco crías. 
El segundo período de celo tiene lugar desde mediados de julio hasta mediados de septiembre, o después del periodo de estivación si el verano es muy seco, esta segunda camada suele tener un mayor número de crías que pueden oscilar entre cuatro y siete crías.
El tiempo de lactancia dura entre veinticinco y treinta días, transcurridos estos días los pequeños completaran por sí solos su dieta en el exterior. Su crecimiento culmina entre los noventa y tres y ciento cuarenta y seis días, interrumpiendo su crecimiento la segunda camada por el letargo del invierno.

## Hábitat
El lirón vive generalmente en zonas boscosas típicas de la península ibérica, peñascales, pedrizas e incluso construcciones humanas, tanto en la vertiente Atlántica como en la Mediterránea, por lo que puede encontrársele tanto en bosques de coníferas como de caducifolios, dehesas y encinares, etc. Es posible encontrar ejemplares a gran altitud sobre el nivel del mar, por encima de los dos mil quinientos metros.

## Distribución
Es una especie que está presente en toda Europa, exceptuando las islas británicas y la península de Escandinavia. Se puede encontrar en los Urales y el Norte de África.

## Alimentación y costumbres

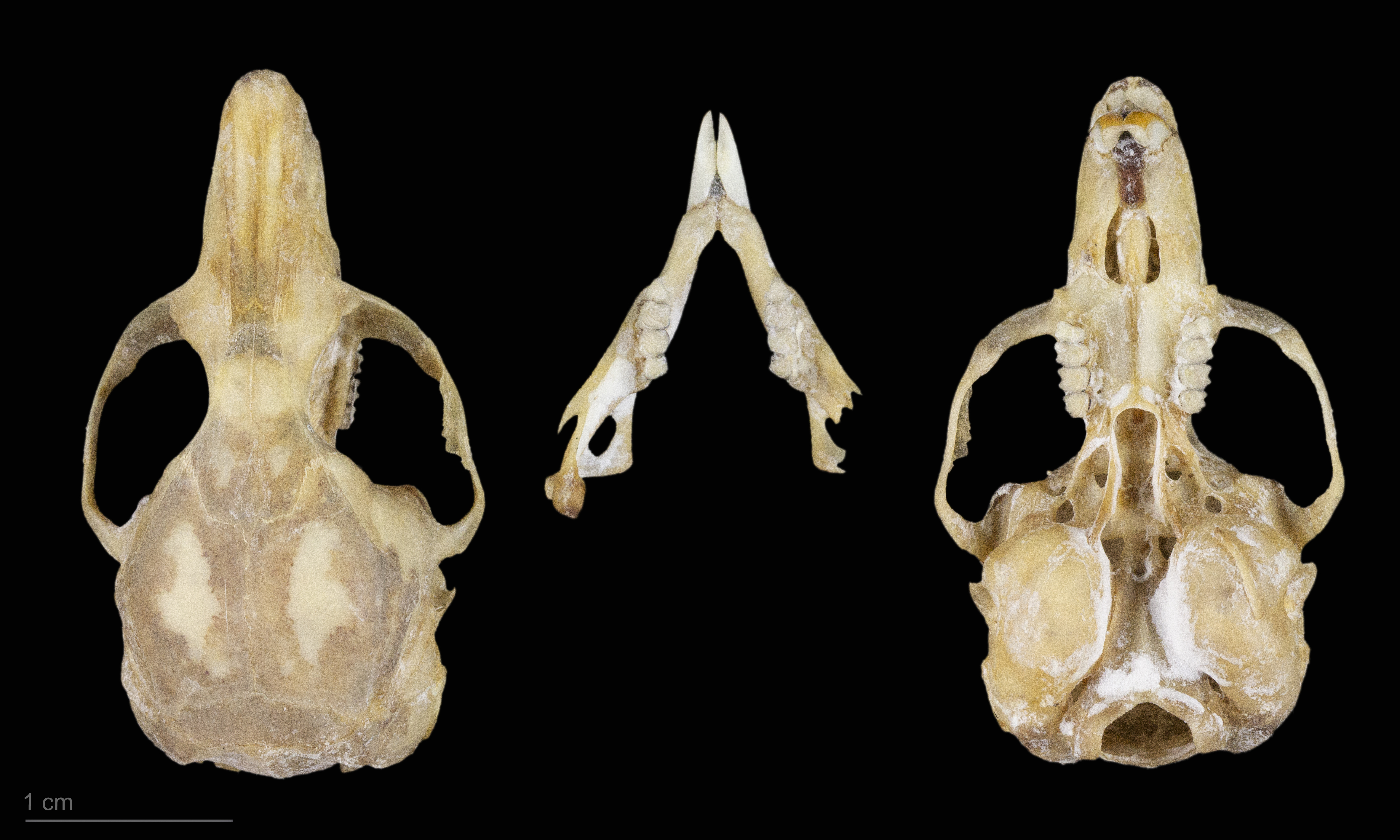
Cráneo de Eliomys quercinus (MHNT)

Es una especie nocturna, si bien durante el período de apareamiento aprovecha las últimas horas del día. Es un mamífero eminentemente adaptado a la ingesta de vegetales, con una dentición en forma de muela y unos incisivos adecuados, su dieta abarca cereales, frutos secos, bayas, pero también ha desarrollado una faceta depredadora e incluye en su dieta pequeños invertebrados como caracoles, ciempiés, hormigas, saltamontes y arácnidos. Excepcionalmente puede comer polluelos de aves, anfibios, reptiles, huevos o incluso crías de otros roedores.
Al final del verano y comienzo del otoño, previamente a la hibernación, su dieta pasa a componerse casi exclusivamente de frutos secos, que le permiten acumular las grasas necesarias para pasar todo el invierno en estado de letargo. También hay que considerar por los restos de conejos hallados en contenidos de su estómago que es capaz de predar sobre conejos y liebres de pequeño tamaño.
En cautividad se ha comprobado que captura con suma facilidad ratones de campo e incluso a urracas. En estado salvaje también puede atacar a esta especie, que en la noche se presenta sumamente vulnerable, así como sus huevos y polluelos. Estos ataques pueden ir dirigidos, además de para procurarse el sustento, para poder apropiarse del nido que utilizará en su propia reproducción.
Los excrementos del lirón careto se localizan no muy lejos de su guarida, presentando una gran variedad de matices debido a su variada dieta; son de un color negro o marrón muy oscuro, de 0,8 a 1,5 cm y normalmente acabados en punta en uno de sus extremos. Las heces presentan normalmente retorcimientos, y cuando ha habido en su dieta insectos son claramente visibles restos de quitina, dado que esta no es digerible.
Puede encontrársele con igual facilidad tanto en el suelo como en los árboles, donde no tiene dificultad alguna en trepar para hallar alimento o refugio, utilizando su larga cola para equilibrarse en sus carreras y saltos entre los árboles. Su cola también ha dado lugar a una treta defensiva que utiliza el lirón careto: cuando se ve amenazado por algún depredador el lirón desvía la atención del depredador hacía el llamativo penacho que adorna el final de su cola para que este intente capturarlo, pero al aferrarse al penacho el depredador comprobará como este se desprende permitiendo al lirón comenzar su huida. Ello es posible gracias a que la piel no tiene fibras longitudinales y no está firmemente ligada a la capa muscular, estando dispuestos los folículos pilosos en forma anular. De esta forma la piel se asemeja a una funda que el lirón tiene la capacidad de perder sin provocarle ninguna hemorragia y posibilitando ocasionalmente su regeneración.

## Hibernación
Este lirón tiene un período de hibernación algo más extenso que el de otras especies semejantes, y que se prolonga desde mediados del otoño hasta bien entrada la primavera. Esa parte del año la pasa en un refugio acondicionado con pelo o plumas a modo de nido, que prepara en el interior de un tronco hueco o en un refugio subterráneo. Durante ese período el lirón puede llegar a perder el 50 % de su masa corporal. En veranos especialmente secos y calurosos, esta especie puede entrar en un letargo similar, aunque menos profundo, llamado estivación.

## Enemigos y amenazas
El lirón careto es la base alimenticia, junto con otros roedores, de zorros, lobos, diversos mustélidos, felinos y rapaces nocturnas (en este caso es especialmente útil el estudio de las egagrópilas), siendo también sus depredadores, aunque en menor medida, serpientes y otras aves como el ratonero, o incluso urracas o cornejas que pueden asaltar sus nidos.
Si bien no es una especie amenazada, en la actualidad se viene observando un descenso importante en la población de lirones. Se desconocen las causas de este hecho, pues debería experimentar una tendencia inversa (sus enemigos naturales directos tienden a desaparecer por acción del hombre), pero se estima que puede estar relacionado con el uso de fertilizantes, pesticidas e insecticidas que afectan directamente a los insectos de los que se alimenta el lirón careto. Esto puede tener algún efecto negativo en la fertilidad que provoque que el número de fecundaciones o de nacimientos de crías sanas esté reduciéndose progresivamente.

## Subespecies
Son varias las subespecies catalogadas de lirón careto, cuatro de las cuales se distribuyen en la península ibérica e islas adyacentes:
- E. q. dichrurus, presente en Sicilia.
- E. q. gymnesicus, propio de las islas Baleares de Mallorca y Menorca.
- E. q. liparensis, de Lipari, pequeña isla junto a Sicilia.
- E. q. lusitanicus, que se encuentra en el suroeste de la península ibérica, de tono rojizo.
- E. q. quercinus, presente en el resto de la península ibérica, tiene una tonalidad más apagada y menor tamaño.
- E. q. ophiusae, que vive en Formentera, con el mayor tamaño de las cuatro subespecies españolas.
- E. q. pallidus, que se distribuye por la península itálica y Sicilia.
- E. q. sardus, propio de Cerdeña y Córcega.

La subespecie E. q. ophiusae está catalogada como rara y de especial atención dado lo reducido de su área de distribución.
Pese a su gran diversidad fenotípica en la península ibérica, su variabilidad genética a nivel mitocondrial en este enclave es limitada.